# Slag om Maastricht
De Slag om Maastricht was op 10 mei 1940 een van de eerste gevechten tijdens de Duitse campagne aan het westelijk front (Fall Gelb) aan het begin van de Tweede Wereldoorlog. De door de Duitsers gewonnen slag betekende het begin van de bezetting van Maastricht, die vier jaar, vier maanden en vier dagen zou duren.

## Voorbereidingen
In de aanloop naar de Tweede Wereldoorlog kreeg Maastricht, en met name de in de Tapijnkazerne gelegerde militairen, te maken met krijgsmachtversterking en voormobilisaties. Het Maastrichtse 13e Regiment Infanterie werd in het voorjaar van 1938 verdubbeld, onder andere door verlenging van de dienstplicht, waardoor afzwaaiende militairen onder de wapenen bleven. Hierdoor kon het 37e Regiment Infanterie gevormd worden. Tijdens de Sudetencrisis in september 1938 werden de eerder dat jaar gevormde grensbataljons onder de wapenen geroepen. Sommige sliepen, wegens plaatsgebrek in de kazerne, in het Stadhuis van Maastricht. Op 3 oktober werden die maatregelen alweer teruggedraaid. Op het terrein van de Tapijnkazerne werden eind jaren 1930 vijftien schuilkelders aangelegd en een extra munitiemagazijn gebouwd.
Op 29 augustus 1939 werd de algemene mobilisatie van het Nederlandse leger afgekondigd. Aan de oostkant van Maastricht werden de grotere verkeerswegen voorzien van aspergeversperringen om Duitse tanks tegen te houden. Tussen de invalswegen werden veldversterkingen in de vorm van loopgraven aangelegd. Aan de zuidwestzijde van de stad werden kleine, betonnen kazematten met drie schietopeningen gebouwd aan de vier voornaamste uitvalswegen naar België: Cannerweg, Tongerseweg, Via Regia/Bilzerbaan en Brusselseweg. Deze 'stekelvarkens' moesten de Nederlandse neutraliteit benadrukken en de schijn ophouden dat een inval ook van Belgische zijde zou kunnen komen.
Op 26 februari 1940 bezocht koningin Wilhelmina de in Zuid-Limburg gelegerde troepen. Op het Koningsplein nam ze, onder het toeziend oog van de bevelhebber, luitenant-kolonel Albert Govers, een defilé af. Elders in de stad werden voorzorgsmaatregelen getroffen tegen een eventuele luchtaanval. Op de bovenste verdieping van het Dinghuis werd een uitkijkpost ten behoeve van de Luchtbeschermingsdienst ingericht. In het Rijksarchief werden archiefkasten met opgestapelde zandzakken extra beschermd. In een van de westwerktorens van de Sint-Servaaskerk werd de grootste luidklok "Grameer" uit de klokkenstoel neergelaten en op een betonnen vloertje geplaatst.
Maastricht was voor de Duitsers een belangrijke stad vanwege de aanwezigheid van, toentertijd, drie bruggen over de Maas, van zuid naar noord: de Sint Servaasbrug, de Wilhelminabrug en de Spoorbrug Maastricht. Zoals overal langs de Maaslinie had het Nederlandse leger de bruggen voorzien van springladingen – bij de twee eerstgenoemde bruggen alleen het beweegbare deel aan de Wycker zijde. Een dag voor de invasie probeerden Duitse overvalcommando's zich in Wyck te installeren om het opblazen van de bruggen te verhinderen. Twee commando's werden tegengehouden. Naar verluidt was het derde commando, bestaande uit een Duitser en zes Nederlandse collaborateurs, ineffectief omdat ze zich de avond ervoor moed hadden ingedronken. Toen het er op aankwam, 's nachts om 3:30 uur, waren slechts twee van hen in staat zich naar de Wilhelminabrug te begeven, waar ze al snel werden opgemerkt en uitgeschakeld.

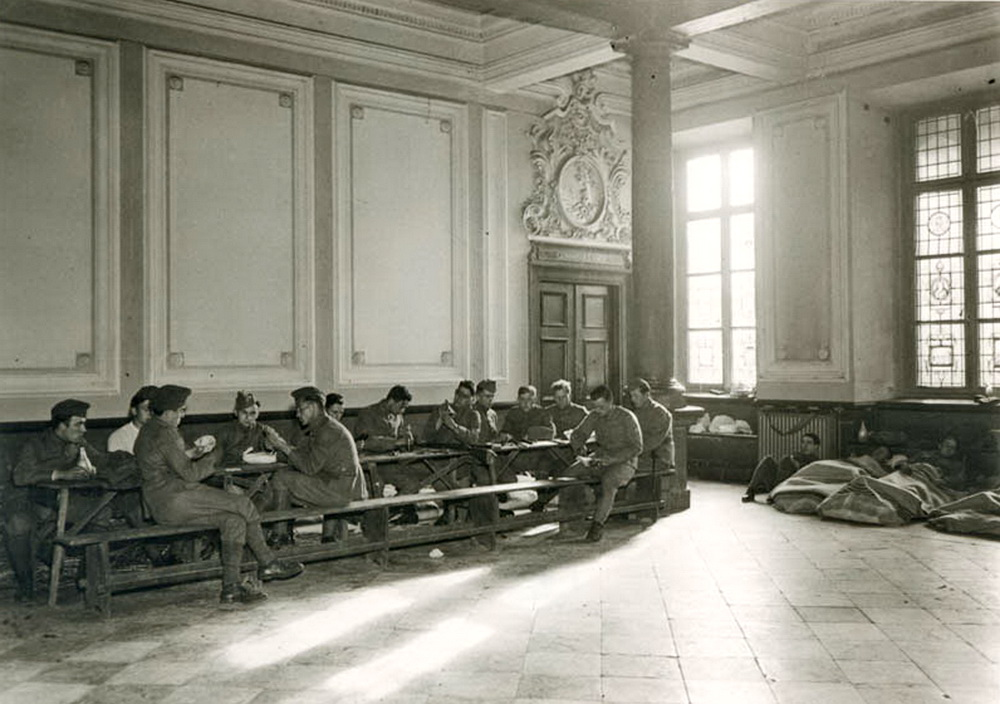
Militairen ingekwartierd in het Stadhuis, sept. 1938
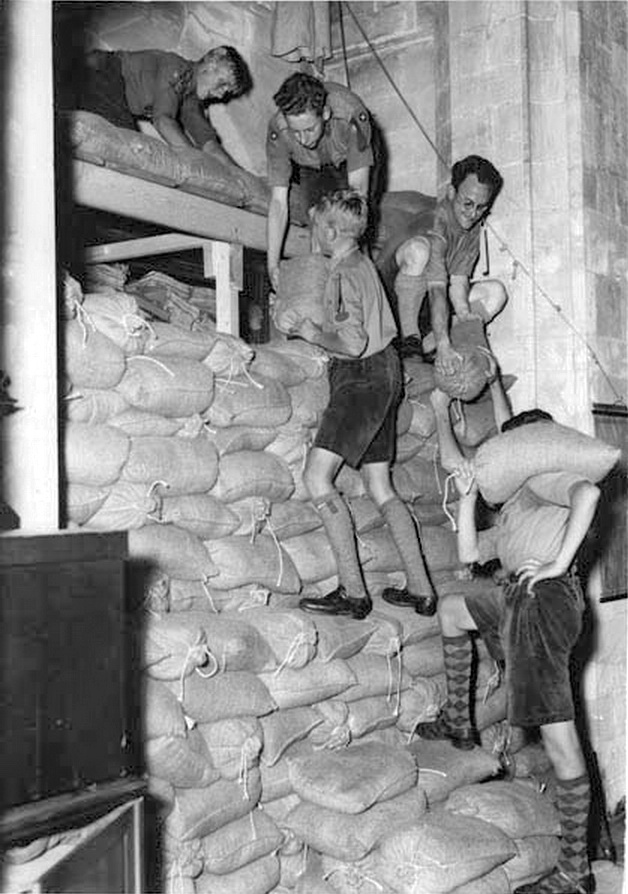
Beveiliging archieven met zandzakken, aug. 1939
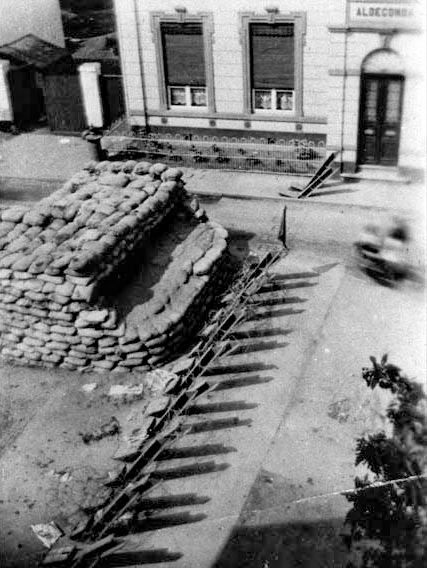
Aspergeversperring bij Villa Aldegonda, Scharnerweg, 1940
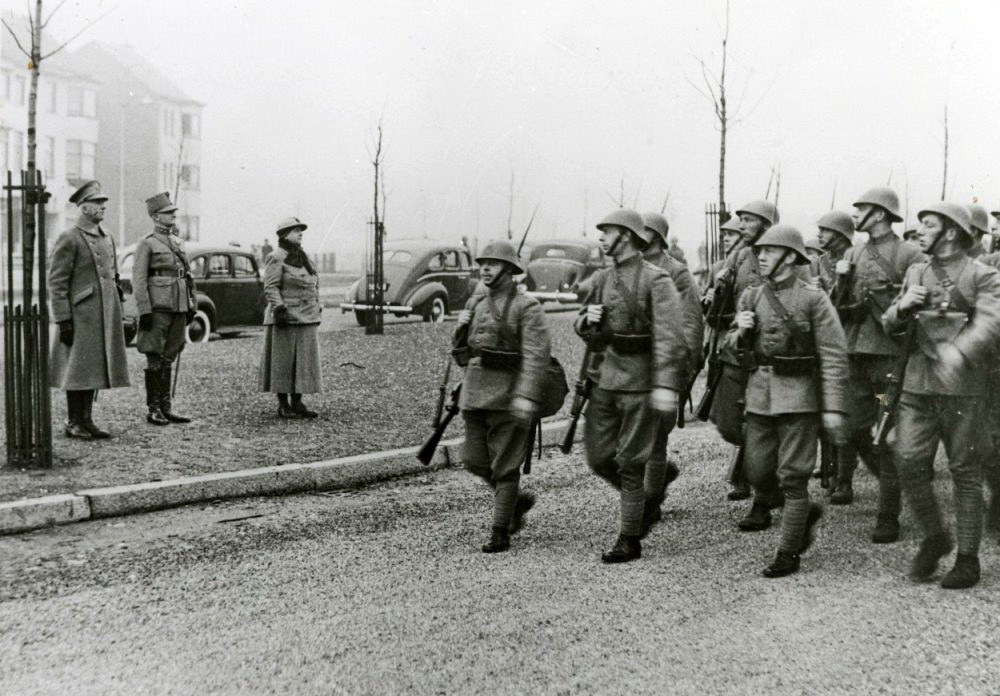
Defilé Koningsplein voor koningin Wilhelmina, feb. 1940

## Invasie
In de vroege ochtend van 10 mei 1940 begon de Duitse aanval op Nederland. Eenheden van het 6e Leger van de Wehrmacht trokken, veelal over veldwegen, door het Zuid-Limburgse Heuvelland massaal op naar Maastricht, met de bedoeling om daar de Maas over te steken en vervolgens het Belgische Fort Eben-Emael snel te veroveren. Op die manier hoopte men de geallieerde legers in tweeën te splitsen.

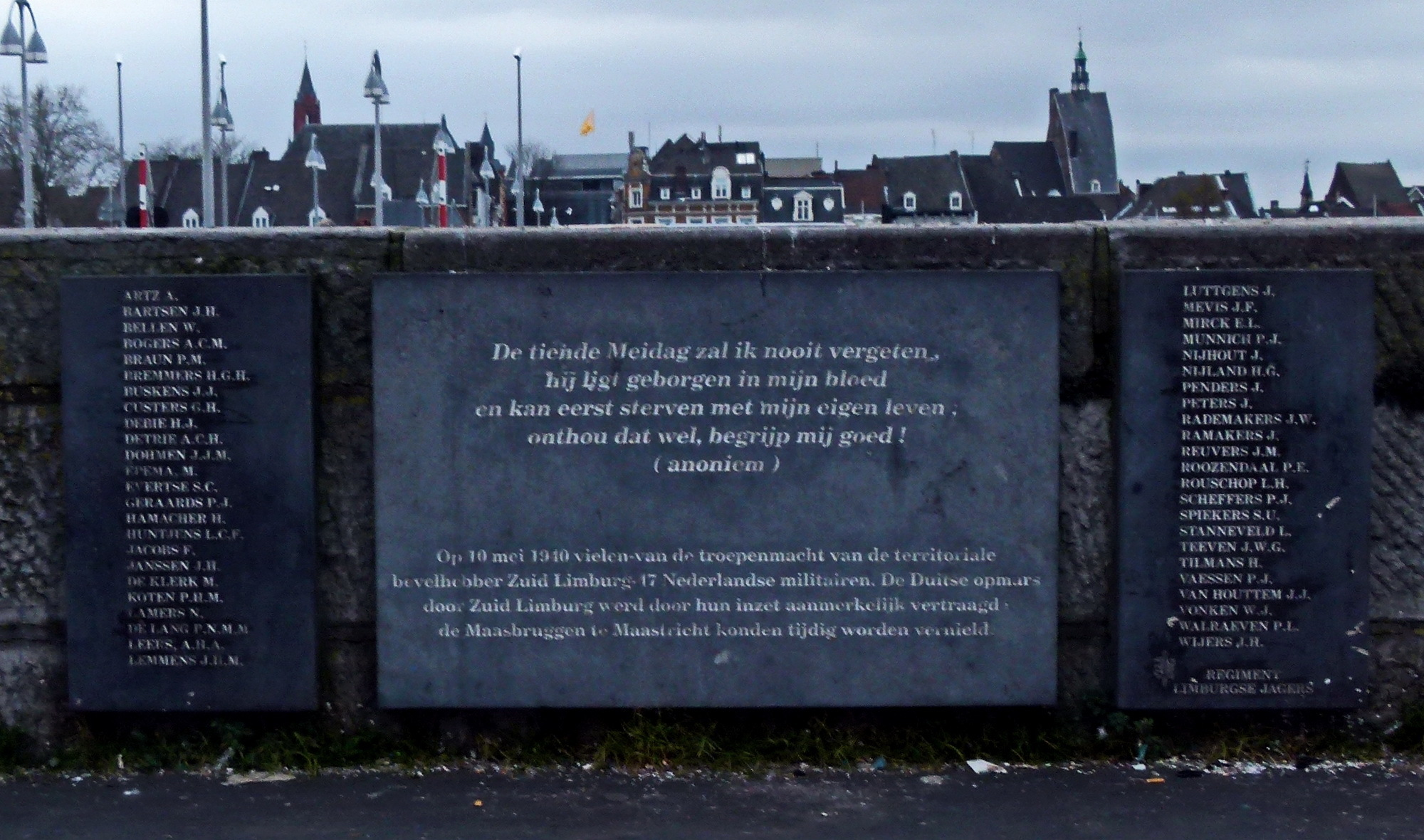
Oorlogsplaquette op de Sint Servaasbrug voor 17 gevallenen op 10 mei 1940

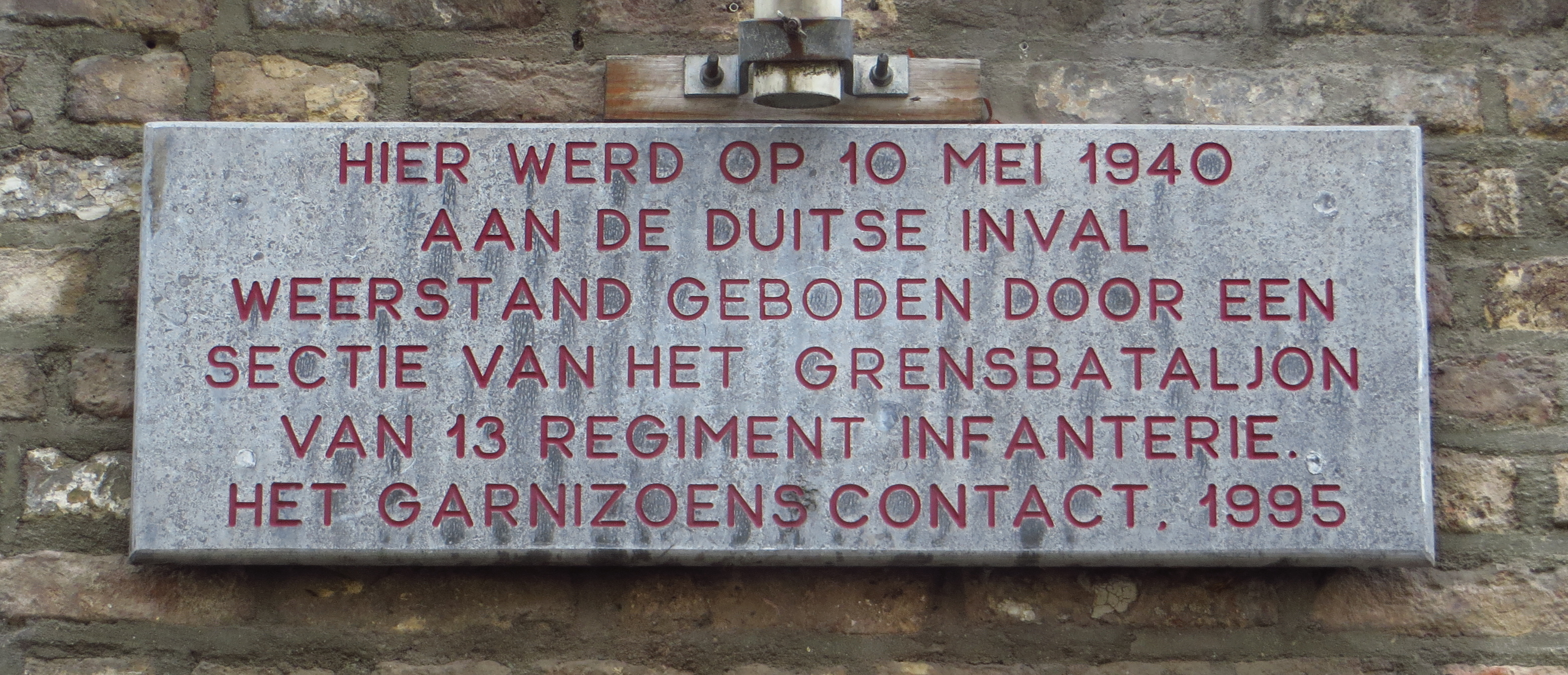
Gedenksteen van de weerstand geboden door een onderdeel van het grensbataljon bij het pand Hoogbrugstraat 9

Een commandogroep van Duitse sluipschutters, het Sonderverband Lt. Hocke, had de opdracht de bruggen in te nemen. Ze werden onmiddellijk gevolgd door het Battalion zur besonderen Verwendung, dat voorzien was van pantserwagens en FLAKs. Ze vonden in Maastricht in totaal 750 Nederlandse manschappen tegenover zich. Daarvan waren er 200 in het Belgische grensgebied gelegerd, 300 aan de oostelijke randen van de stad, 100 in een halve cirkel rondom het centrum, en één compagnie (150 man) bij de bruggen. De bewapening van de Nederlanders bestond grotendeels uit handwapens; ze beschikten slechts over twee pantserafweerkanonnen (PaKs).
Bij de wegblokkade in Rothem ondervonden de Duitsers nauwelijks tegenstand, door verkeerd gebruik van de PaK en falend optreden van de Nederlandse sergeant. Aan de noordzijde van de stad bij het stuw- en sluiscomplex Borgharen en nabij de spoorbrug, vonden wel hevige gevechten plaats, waarbij enkele tientallen Duitsers werden gedood, waaronder luitenant Hans-Joachim Hocke, de aanvoerder van het Sonderkommando. Uiteindelijk kregen de Duitsers de overhand en konden daarna optrekken naar de bruggen. De wegblokkade bij Heugem werd bij het naderen van de Duitsers rond 5:45 uur zonder slag of stoot opgegeven, omdat bekend was dat de Duitsers aan de noordzijde van de stad al vrije doorgang hadden.
De verdedigers trokken zich nu terug naar de bruggen. In de Hoogbrugstraat had zich een 25-tal Nederlanders achter een barricade van zandzakken opgesteld, die kort maar hevig slag leverden. Met antitankwapens bestookten ze de Duitsers bij de spoorwegovergang Akerstraat, waarbij twee of drie Duitse pantserwagens werden geraakt, die vervolgens de weg versperden. Toen ze verpletterd dreigden te worden door het zware Duitse geschut, beval de sergeant de terugtocht en wisten ze de linker Maasoever veilig te bereiken. Om circa 6:00 uur werd de springlading in de Sint Servaasbrug tot ontploffing gebracht, min of meer voor de neus van de naderende Duitsers. Om 6:15 uur vloog de Wilhelminabrug de lucht in, vijf minuten later gevolgd door de spoorbrug. Bij de vernielde verkeersbruggen, waarvan de pijlertorens behouden waren en waarin zich een handjevol Nederlandse schutters schuilhielden, vonden daarna nog enkele confrontaties plaats, waarbij de Duitsers relatief grote verliezen leden. De zwaarste slag werd geleverd bij de vernielde spoorbrug, waar de Nederlanders door de aanzwellende Duitse overmacht het onderspit dolven.
De territoriale bevelhebber van Zuid-Limburg, luitenant-kolonel A. Govers, hield rond 7:00 uur een stafvergadering in de Tapijnkazerne en besloot daarna dat het zinloos was om verder weerstand te bieden. Men wilde tevens voorkomen dat de historische stad Maastricht aan puin geschoten zou worden. Om 8:15 uur begaf Govers zich onder een witte vlag naar de Wilhelminabrug om de capitulatie van het Nederlandse garnizoen aan te bieden. Om 9:30 uur hadden alle Nederlandse troepen in en om Maastricht de wapens neergelegd.
Vanaf dat moment konden de Duitsers beginnen met het provisorisch herstellen van de bruggen, waarbij gebruik gemaakt werd van rubberbootjes. Daarnaast werden veerponten ingezet en werd een pontonbrug aangelegd. Vanaf de vroege ochtend van 11 mei trokken de 343 tanks van de 4e Pantserdivisie van het 6e Leger de Maas over. Incidentele geallieerde luchtaanvallen op 11 en 12 mei hadden niet het beoogde effect en konden de Duitse opmars niet stuiten. De deels herstelde bruggen en andere Duitse doelen werden gemist; wel kwamen geallieerde bommen terecht in Grote Staat, Grote Gracht, Onze Lieve Vrouweplein, Kesselskade, Rechtstraat en hoek Hoogbrugstraat-Wycker Grachtstraat, met in totaal dertien doden en circa honderd gewonden.

## Gevolgen
De snelle overwinningen in de Slag om Maastricht en de even snelle uitschakeling van het Fort Eben-Emael waren belangrijke successen voor de Duitsers. In de daaropvolgende weken trokken lange colonnes militairen en militair materieel door de stad en over de Maasbruggen, richting België en Frankrijk. Gewonden en krijgsgevangenen werden in omgekeerde richting afgevoerd. Zowel het Ziekenhuis Calvariënberg als het Canisianum deden dienst als lazaret. Pas na de capitulatie van België (28 mei) en Frankrijk (22 juni) kwam daar een einde aan.

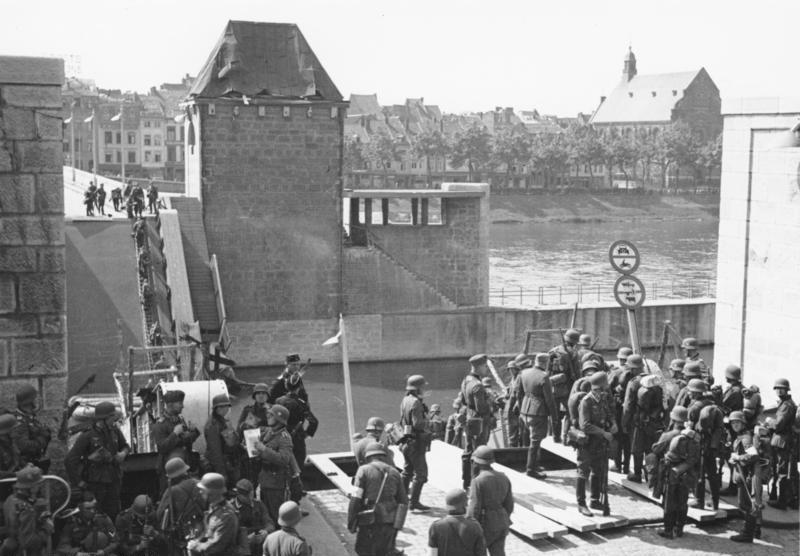
Duitsers bij de vernielde Sint Servaasbrug, 10 mei 1940
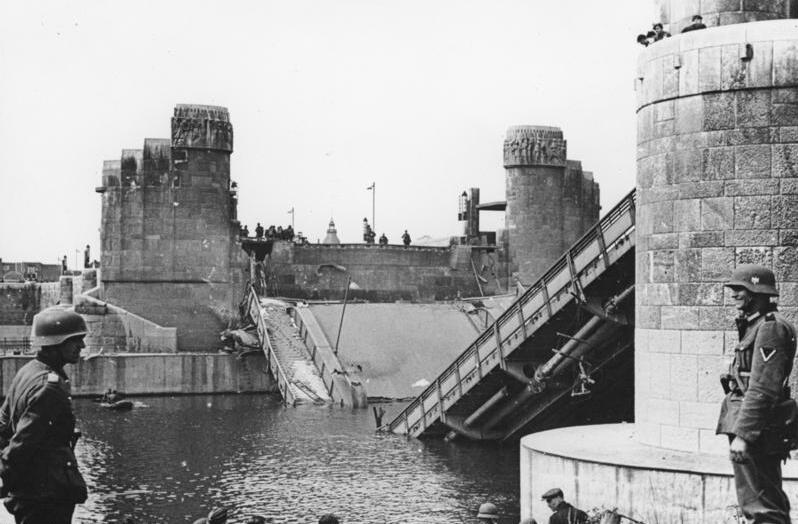
Duitsers bij de vernielde Wilhelminabrug, 10 mei 1940
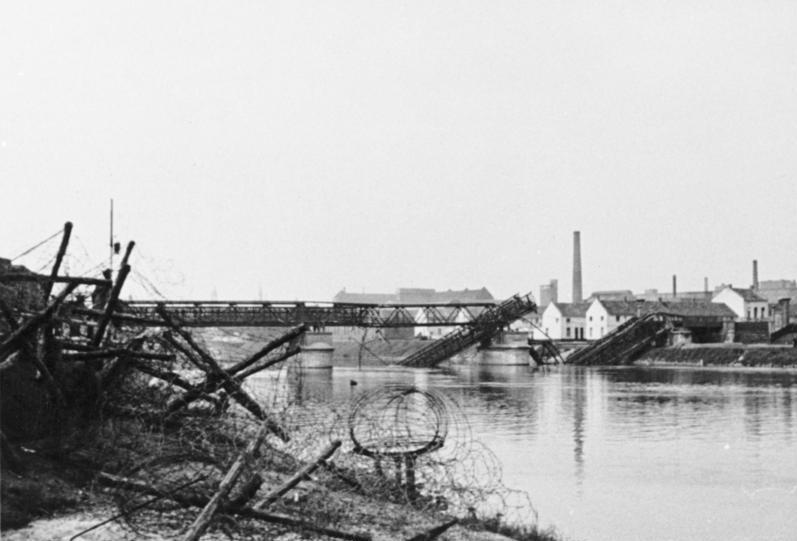
Vernielde spoorbrug, 11 mei 1940
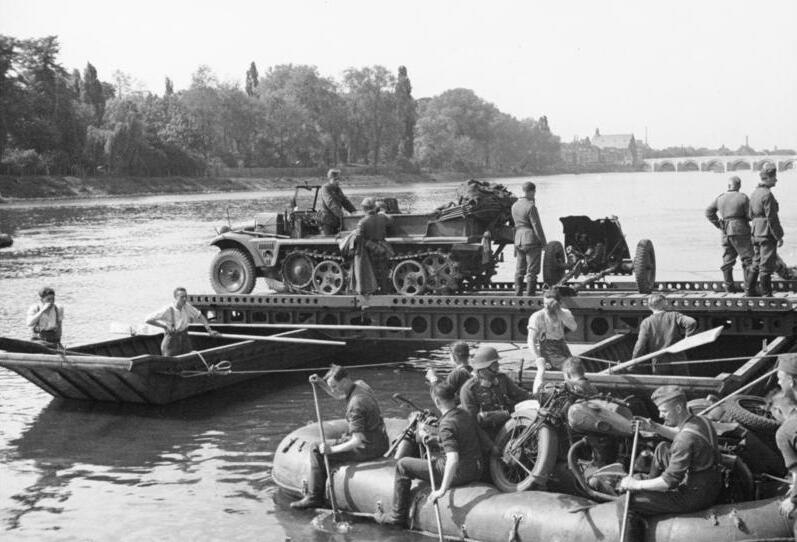
Overzetten van militairen en materieel, 10 mei 1940
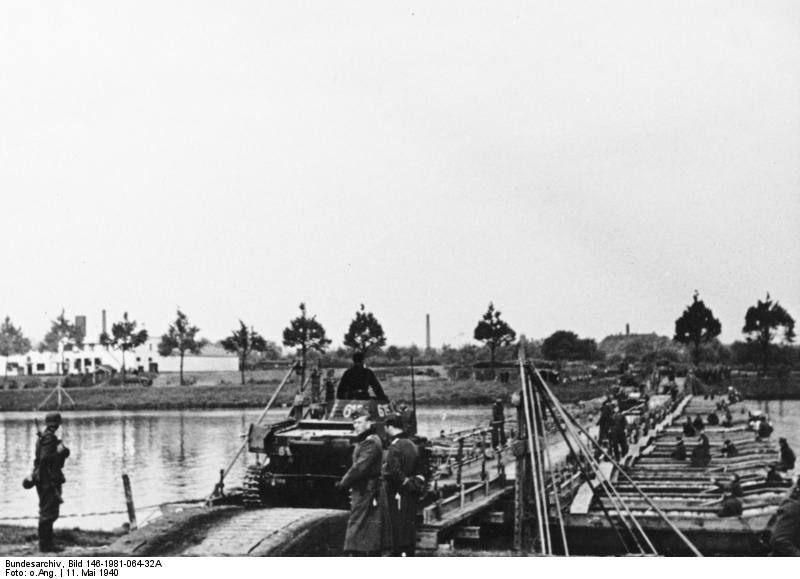
Tankwagens op pontonbrug, 11 mei 1940
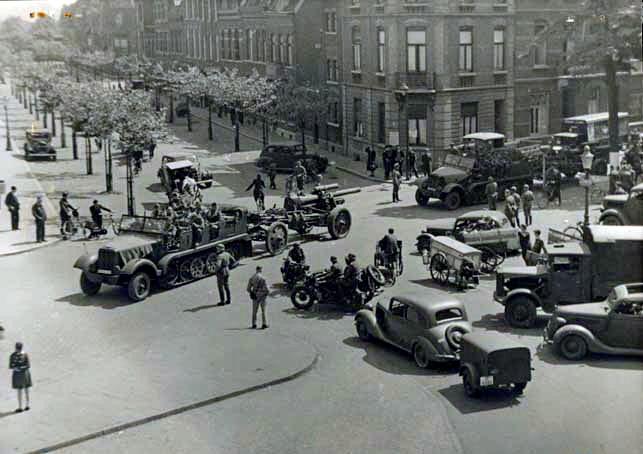
Duits oorlogsmaterieel op de Wilhelminasingel, 10 mei 1940
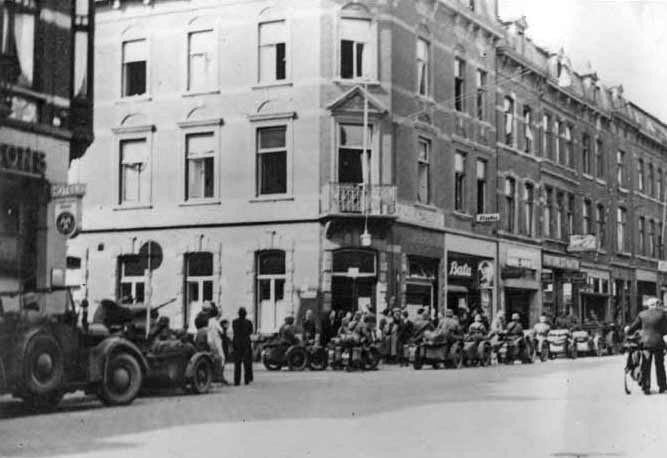
Idem, in de Wycker Brugstraat
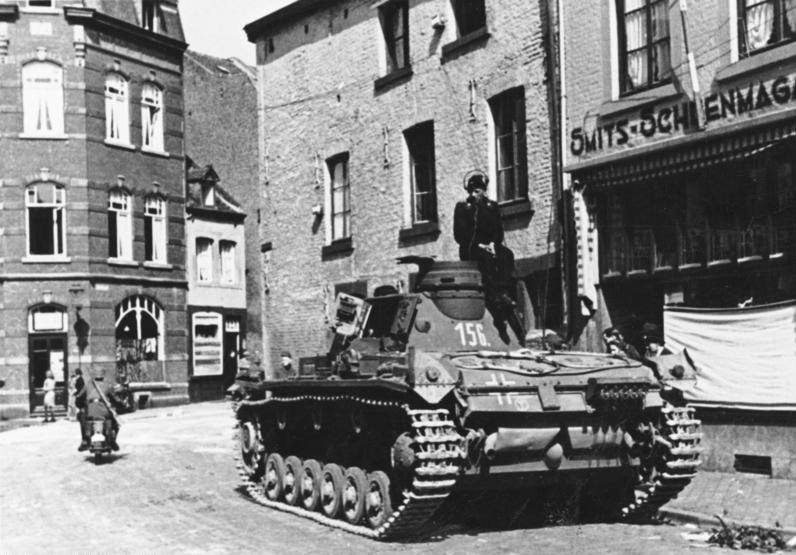
Idem, in de Hoogbrugstraat, hoek Rechtstraat
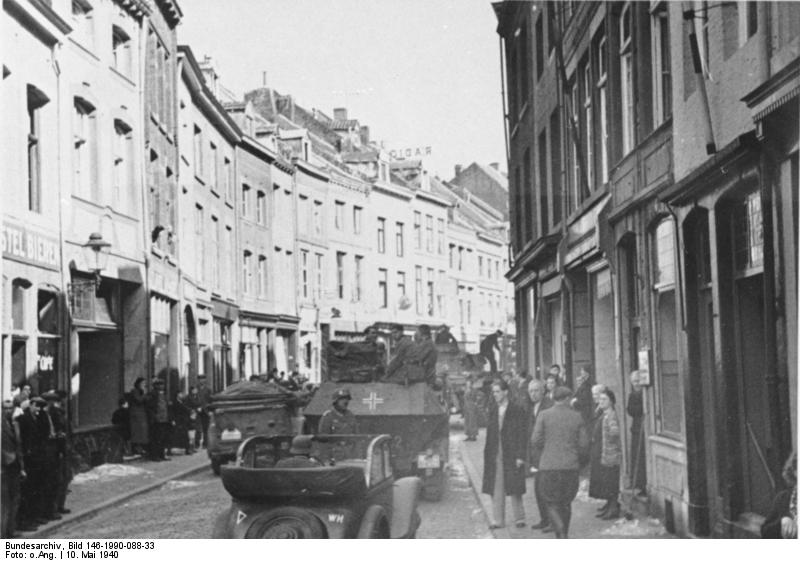
Doortocht van Duitsers in Maastricht, 10 mei 1940
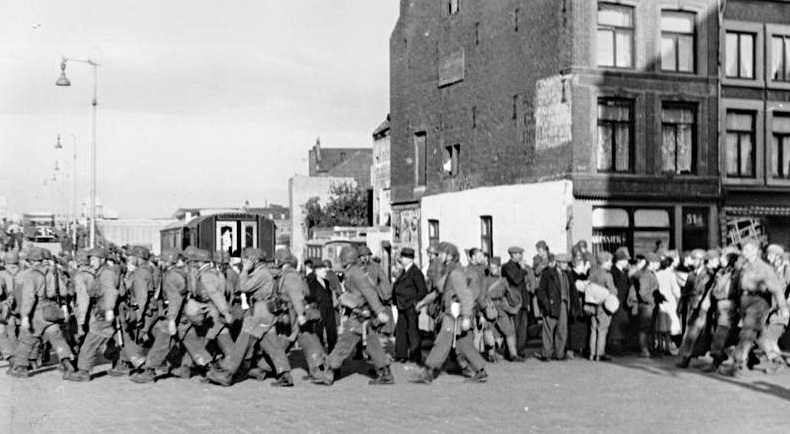
Parachutisten marcheren door Maastricht, 11 mei 1940
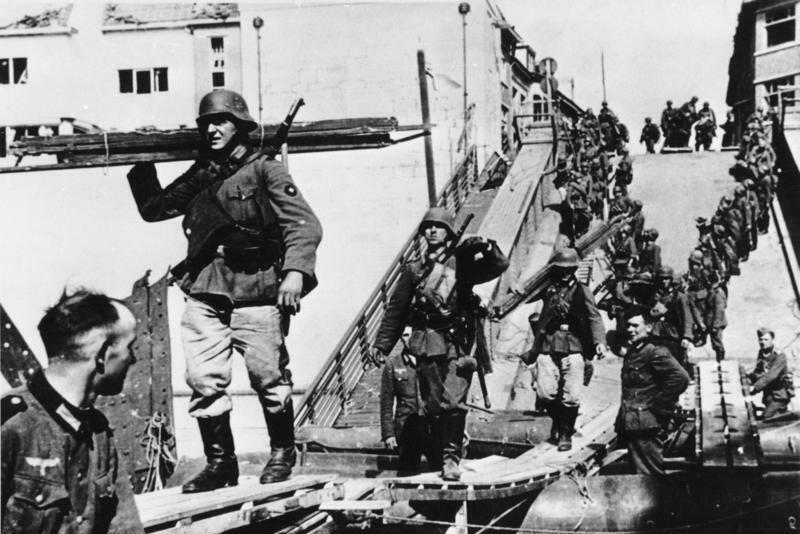
Bouw noodbrug Sint Servaasbrug, 14 mei 1940
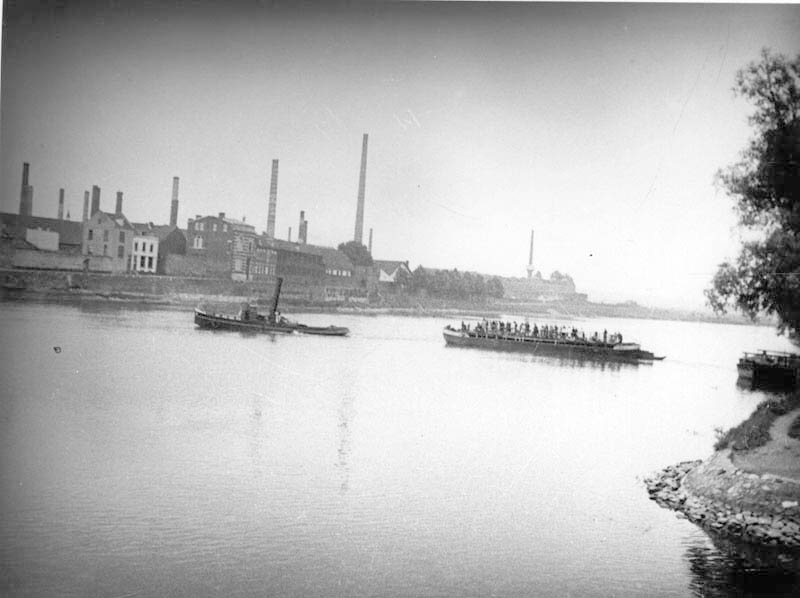
Noodveerpont Waperpoort (Wyck)-Stadspark, 15 mei 1940
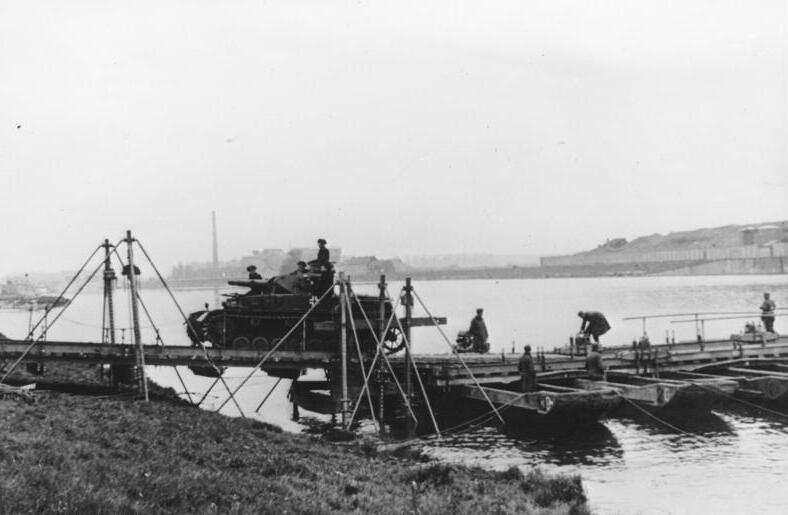
Militaire noodbrug, 16 mei 1940
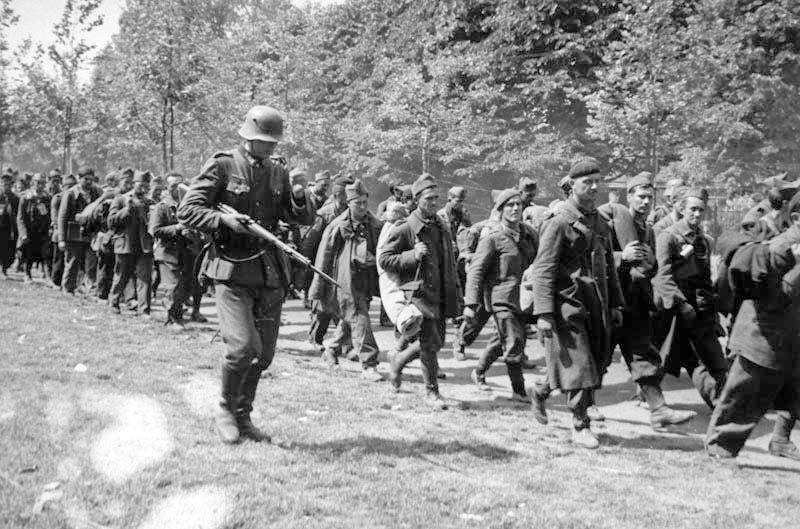
Belgische krijgsgevangenen in De Kommen, mei 1940
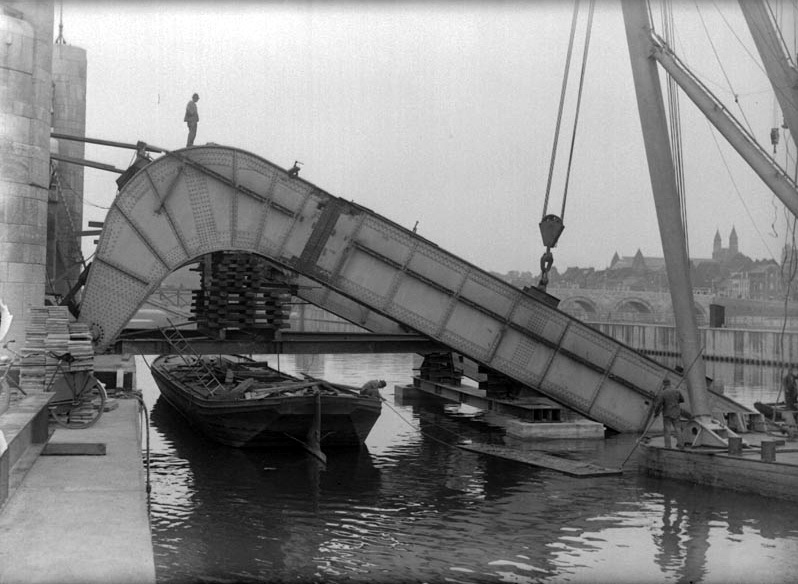
Herstel Wilhelminabrug, aug. 1940